# Maghar
Maghar es un pueblo y nagar Panchayat situado en el distrito de Sant Kabir Nagar en el estado de Uttar Pradesh (India). Su población es de 19181 habitantes (2011). 

## Demografía
Según el censo de 2011 la población de Maghar era de 19181 habitantes, de los cuales 10152 eran hombres y 9029 eran mujeres. Maghar tiene una tasa media de alfabetización del 76,65%, superior a la media estatal del 67,68%: la alfabetización masculina es del 83,95%, y la alfabetización femenina del 68,32%.